# Axel von Maltzahn (Landrat, 1868)
Freiherr Axel Ludwig Julius von Maltzahn (* 17. Februar 1868 in Gültz; † 3. März 1931 ebenda) war ein deutscher Verwaltungsbeamter und Rittergutsbesitzer.

## Leben

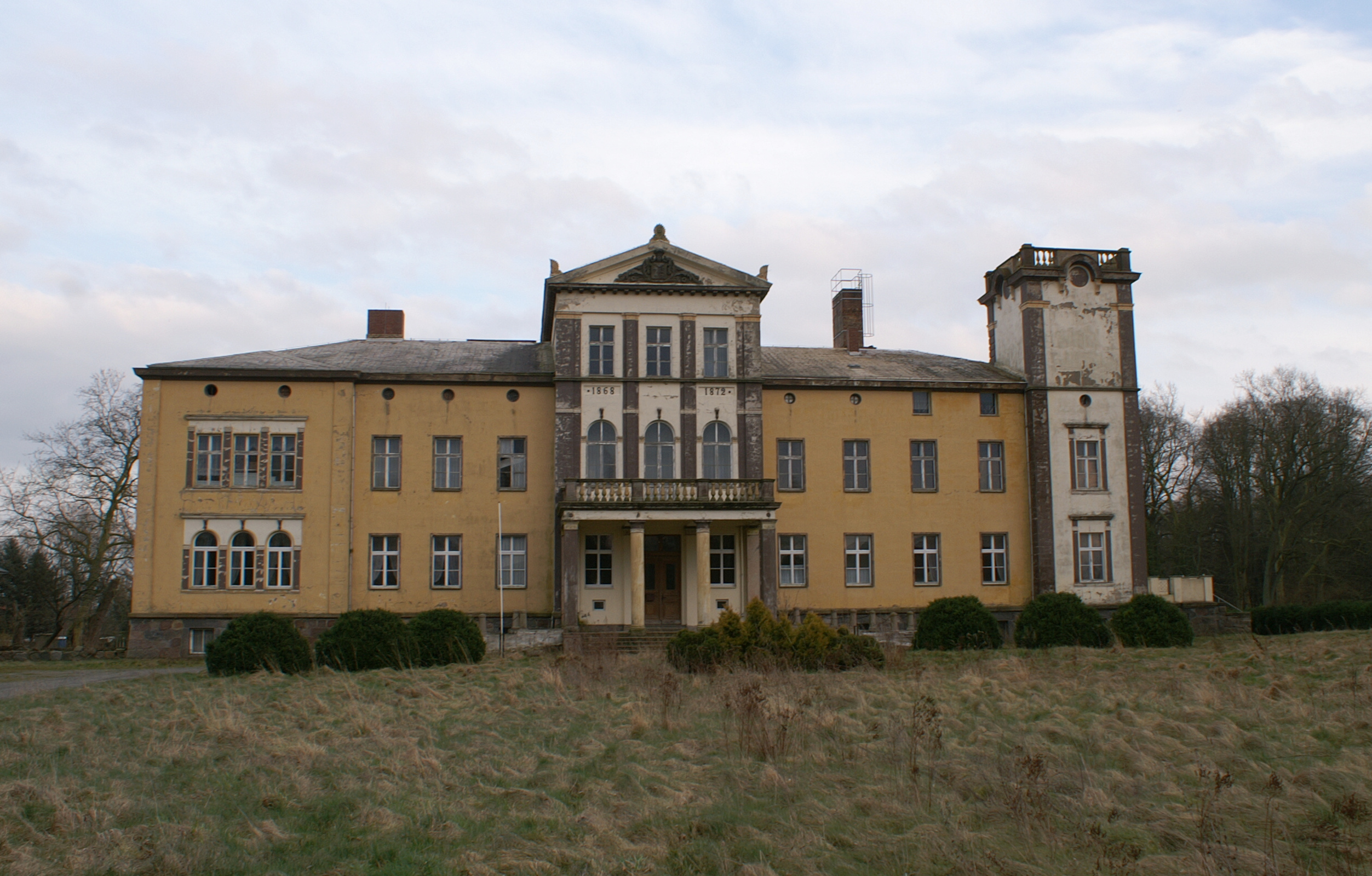
Herrenhaus in Gültz

Axel von Maltzahn war der älteste Sohn des Rittergutsbesitzers und späteren Oberpräsidenten der Provinz Pommern, Helmuth von Maltzahn (1840–1923), und dessen Frau Anna von Rohrscheidt (1847–1913). Er studierte Rechtswissenschaften an der Ruprecht-Karls-Universität Heidelberg. 1887 wurde er Mitglied des Corps Vandalia Heidelberg. Nach dem Studium und der Promotion trat er in den preußischen Staatsdienst ein. 1895 legte er das Regierungsassessor-Examen bei der Regierung in Düsseldorf ab. In der Folge war er Regierungsassessor bei der Regierung in Stralsund.
1900 wurde er Landrat des Landkreises Grimmen. Ab 1910 prozessierte er vor dem Landgericht Greifswald mit dem Gutsbesitzer und liberalen Politiker Arthur Becker, der ihm Amtsmissbrauch durch Benachteiligung der liberalen Bewegung und der Arbeiterorganisationen vorgeworfen hatte. Der Prozess fand deutschlandweit Beachtung und war Gegenstand von Debatten im Reichstag und im Preußischen Abgeordnetenhaus. Als Folge musste Axel von Maltzahn 1911 wegen Verstoßes gegen geltendes Recht als Landrat zurücktreten.
Als Geheimer Oberregierungsrat und Vortragender Rat im Preußischen Landwirtschaftsministerium leitete er die deutsche Ernährungswirtschaft im Ersten Weltkrieg. Im Ruhestand lebte er später auf seinem Rittergut Gültz. Maltzahn war Mitglied der Pommerschen Genossenschaft des Johanniterorden, zuletzt dort seit 1923 im hohen Ehrenamt eines Ehrenkommendators.
Axel von Maltzahn heiratete 1898 Helene von Platen (* 30. Januar 1879, † 13. Juni 1942). Die beiden hatten drei Töchter und drei Söhne. Sein Sohn Helmuth folgte zunächst als Verwalter und dann als Besitzer von Gültz, Hermannshöh und Marienhöhe. Er war wie sein Vater und weitere Vorfahren im Johanniterorden und des Weiteren Vorsitzender des Vorstandes des Familienvereins.
Christoph von Maltzahn ist sein Enkel.

## Auszeichnungen
- Ernennung zum Geheimen Oberregierungsrat[2]